# Урок анатомии Фредерика Рюйша (Баккер)
Урок анатомии Фредерика Рюйша — картина Адриана Баккера (нидерл. Adriaen Backer), написанная в 1670 году по заказу голландской Гильдии хирургов и изображающая урок анатомии, проводимый Фредериком Рюйшем в окружении шести хирургов.
Весной 1670 года Фредерик Рюйш проводил публичную демонстрацию вскрытия, которая проходила пять дней и принесла гильдии 255 гульденов выручки. Эта демонстрация послужила поводом увековечить Рюйша в качестве прелектора. Ранее такие групповые портреты были заказаны Рембрандту для предшественников Рюйша — Тульпа (в 1632 году) и Деймана (в 1656 году).
Картину заказали Адриану Баккеру, племяннику художника Якоба Баннера, который в ратуше на площади Дам изобразил сцену Страшного суда с «искусно написанными обнажёнными фигурами».

## Сюжет
Картина изображает публичное вскрытие, обнаженное тело мужчины лежит на столе головой к зрителю, Фредерик Рюйш, изображенный в шляпе, показывает зрителям паховый канал. В роли зрителей выступают старшины гильдии (слева направо): Леендерт Фрёйт, Аарт ван Свитен, Гиллис Хондекутер, Рейнир де Кун, Йорис ван Лоон, Якоб Брандт.
На заднем плане картины изображены скульптуры Асклепия и Галена или, возможно, Аполлона.